# No wave
No wave var en kortlivad men inflytelserik undergroundscen för musik, film, och samtidskonst som uppstod i New York vid mitten av 1970-talet. Begreppet no wave är en satirisk ordlek som vänder sig emot de kommersiella elementen inom den då populära New Wave-genren. No Wave har fungerat som inspirationskälla för bland annat noise-genren och industrimusiken.
På många sätt är no wave inte en klart definierbar musikgenre med typiska kännetecken. Olika grupper influerades ifrån så olika stilar som funk, jazz, blues, punk, avantgardejazz och experimentella musiker som La Monte Young. Det finns dock vissa återkommande företeelser, som en förkärlek för det aggressivt atonala, repetitiva pådrivande rytmer, en tendens till att betona musikalisk textur framför melodi och att texterna ofta fokuserar på nihilism och konfrontation.
No wave definieras oftast bäst utifrån den konstnärliga miljö inom vilken den frodades, vilket var New Yorks minimalistiska samtidskonstscen och det sceniska uttrycken hos no wave-artister hämtade ofta influenser ifrån performancekonsten. I många fall var musiken en integrerad del av en performance eller någon annan form av konsthändelse. 
1978 hölls en festival med punkinfluerad noisemusik i en lokal i SoHo som kallades för Artists Space vilket resulterade i skivan No New York. Denna skiva, som producerades av Brian Eno, var det första försöket att definiera no wave-scenen och innehåller låtar med The Contortions, Teenage Jesus and the Jerks, Mars och DNA.
I juni 1981 arrangerades Noise Fest på White Columns vilket blev en inflytelserik konst- och noisemuskfestival. Bakom festivalen stod Thurston Moore från Sonic Youth och det var också här som bandet gjorde sin första konsert. Varje kväll spelade tre till fem akter, däribland Glenn Branca, Rhys Chatham, Jeffrey Lohn, Dog Eat Dog, Built on Guilt, Rudolph Grey, the Avant Squares, Mofungo, Red Decade, Robin Crutchfield's Dark Day, Ad Hoc Rock, Intense Molecular Activity, Smoking Section, Chinese Puzzle, Avoidance Behaviour och Sonic Youth.
Andra exempel på no wave/industri/noise-band är The Stick Men, Big Black, Lev Six, Helmet, Black Eyes, Rhys Chatham, Live Skull, Ex Models, Neptune och Erase Errata.
Inspirerade av Speed Trials arrangerade medlemmar ifrån Live Skull i maj 1983 en ny musikfestival på White Columns med band som The Fall, Glenn Branca, Beastie Boys, Sonic Youth, Lydia Lunch, Elliott Sharp, Swans och Arto Lindsay. Även många av dessa artister har inkluderats i no wave-scenen.